# Søn af Mongoliet
Søn af Mongoliet (russisk: Сын Монголии) er en sovjetisk film fra 1936 af Ilja Trauberg.

## Medvirkende
- Tse-Ven Rabdan
- Igin-Khorlo som Dulma
- Susor-Barma som Chauffeur
- Bato-Ochir
- Gam-Bo